# И-225
И-225 — Опытный советский скоростной высотный истребитель. Разрабатывался с 1944 по 1946 годы на ОКБ-155 Микояна, Гуревича.

## Разработка
В связи с успехами авиации Союзников на Западном фронте в СССР постепенно пришли к пониманию, что стране необходим высотный скоростной истребитель. Работы над проектом начались в ОКБ-155 в начале 1944 года. В инициативном порядке на самолёт И-220 (МиГ-11) был установлен двигатель АМ-42Б с турбокомпрессором ТК-300Б и трёхлопастный винт АВ-5ЛВ-22А. В результате машина получила обозначение И-225 и индекс 5А.
Первый образец был построен 9 мая 1944 г на заводе № 155. 21 июля 1944 г машина впервые поднялась в воздух. В ходе заводских испытаний на И-225 смогли добиться скорости в 580 км/ч у земли и 721 км/ч на высоте 8850 м. Высоту 5000 м самолёт набирал за 4,5 мин., а 8000 м — за 7,9 мин.
Испытания не были завершены из-за аварии, случившейся на их завершающем этапе. В результате поломки двигателя самолёт загорелся и пилот был вынужден покинуть машину на высоте 200 метров.
Второй экземпляр был построен 20 февраля 1945 и уже 14 марта 1945 г машина поднялась в воздух. Машина получила двигатель АМ-42ФБ No.01, воздушный винт АВ-5Л-22В и гермокабину. Вооружение составило четыре 20-мм пушки СШ-20 с боекомплектом по 100 снарядов на ствол. В дальнейшем пушки заменили на Б-20.
Однако и этот экземпляр постигла неудача. 26 апреля в 16-м полете самолёт потерпел аварию при выполнении очередного полёта. Из-за неисправности шасси самолёт во время разбега выскочил на пашню, развернулся на 180 градусов и повредил хвостовую часть. Но несмотря на значительны повреждения, машину решили восстановить.
В июне 1945 г., после полной замены разрушенного фюзеляжа, И-225 №.02 вновь начали испытывать. В ходе повторных испытаний была достигнута максимальная скорость 560 км/ ч у земли и 726 км/ч на высоте 10000 м, которую самолёт набирал за 8,8 мин. Время подъёма на высоту 5000 м составило 4 мин. После этого было решено отправить И-225 в ГК НИИ ВВС на государственные испытания.
Самолёт прибыл на госиспытания 30 октября 1945 года, однако приступить к ним так и не смог из-за выхода из строя турбокомпрессора. Лишь в начале следующего года турбокомпрессор заменили и устранили неисправность. Но на этом проблемы не закончились. 27 января 1946 года в ходе одного из испытательных полётов был выявлена тряска мотора. Машину отправили на завод № 155 для замены двигателя. Из-за задержек с поставками с завода № 300 двигатель АМ-44 прибыл лишь 6 апреля.
Возобновить испытания удалось лишь 31 мая 1946 г., однако новый двигатель снова подвёл, и самолёт на госиспытания дальше не пошёл.
Постановлением Совета Министров No.493-192 от 11 марта 1947 г. работы по самолёту были прекращены.

## Лётно-технические характеристики
| Модификация                 | И-225              |
| Размах крыла, м             | 11.0               |
| Длина, м                    | 9.5                |
| высота, м                   | 3.7                |
| Площадь крыла, м2           | 20.40              |
| Масса пустого, кг           | 3010               |
| Взлётная масса, кг          | 3900               |
| Двигатель                   | ПД АМ-42ФБ+ТК-300Б |
| Мощность, кг./ с.           | 1900               |
| Максимальная скорость, км/ч | 726                |
| Практический потолок, м     | 10460              |
| Экипаж, чел                 | 1                  |
| Вооружение                  | 4 пушки СШ-20      |